# Брадіна
Бра́діна (хорв. і босн. Bradina, серб. Брадина) — село в  Боснії і Герцеговині, адміністративно належить до громади Коніц, що в Герцеговинсько-Неретванському кантоні Федерації Боснії і Герцеговини. За попередніми результатами перепису 2013, у селі проживає 77 осіб.

## Населення
| Брадіна      |              |              |              |
| Рік перепису | 1971         | 1981         | 1991         |
| серби        | 724 (87,65%) | 620 (88,57%) | 603 (90,67%) |
| хорвати      | 64 (7,74%)   | 44 (6,28%)   | 32 (4,81%)   |
| босняки      | 36 (4,35%)   | 14 (2,00%)   | 16 (2,40%)   |
| югослави     | 0            | 22 (3,14%)   | 12 (1,80%)   |
| інші         | 2 (0,24%)    | 0            | 2 (0,30%)    |
| Всього       | 826          | 700          | 665          |

## Відомі постаті
- Анте Павелич (1889—1959) — вождь (поглавник) профашистської Незалежної Держави Хорватії, союзника країн Осі.